# 斯图加特艺术博物馆

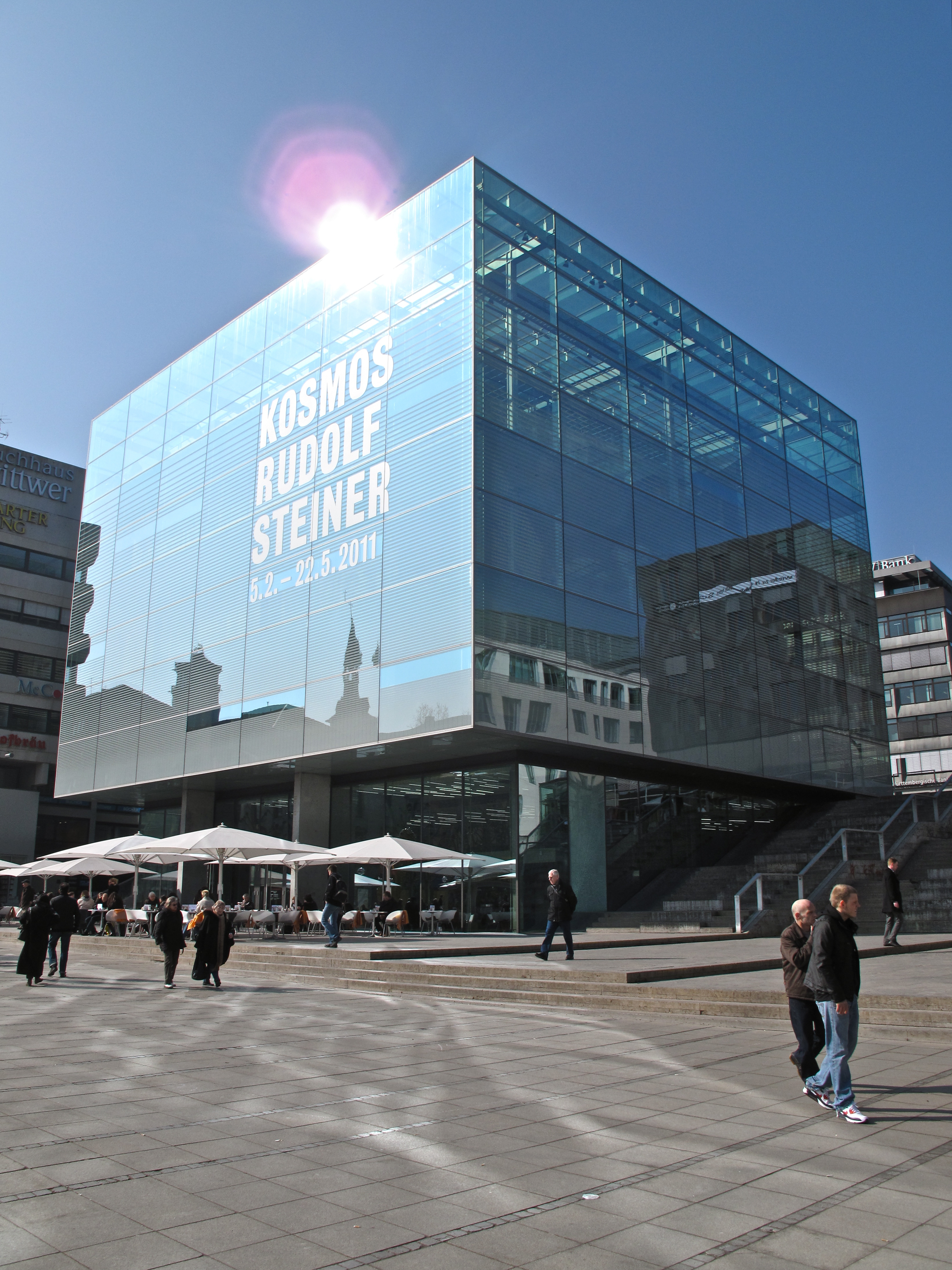
斯图加特艺术博物馆

斯图加特艺术博物馆（德語：Kunstmuseum Stuttgart）是德国斯图加特的一座现代艺术博物馆，2005年开幕。

## 历史
这座立方形博物馆建筑拥有5000平方米的展示空间，是由柏林建筑师Hascher和Jehle设计。白天它看起来像一个玻璃立方体，在夜间可见到内部发光的石灰石墙壁。

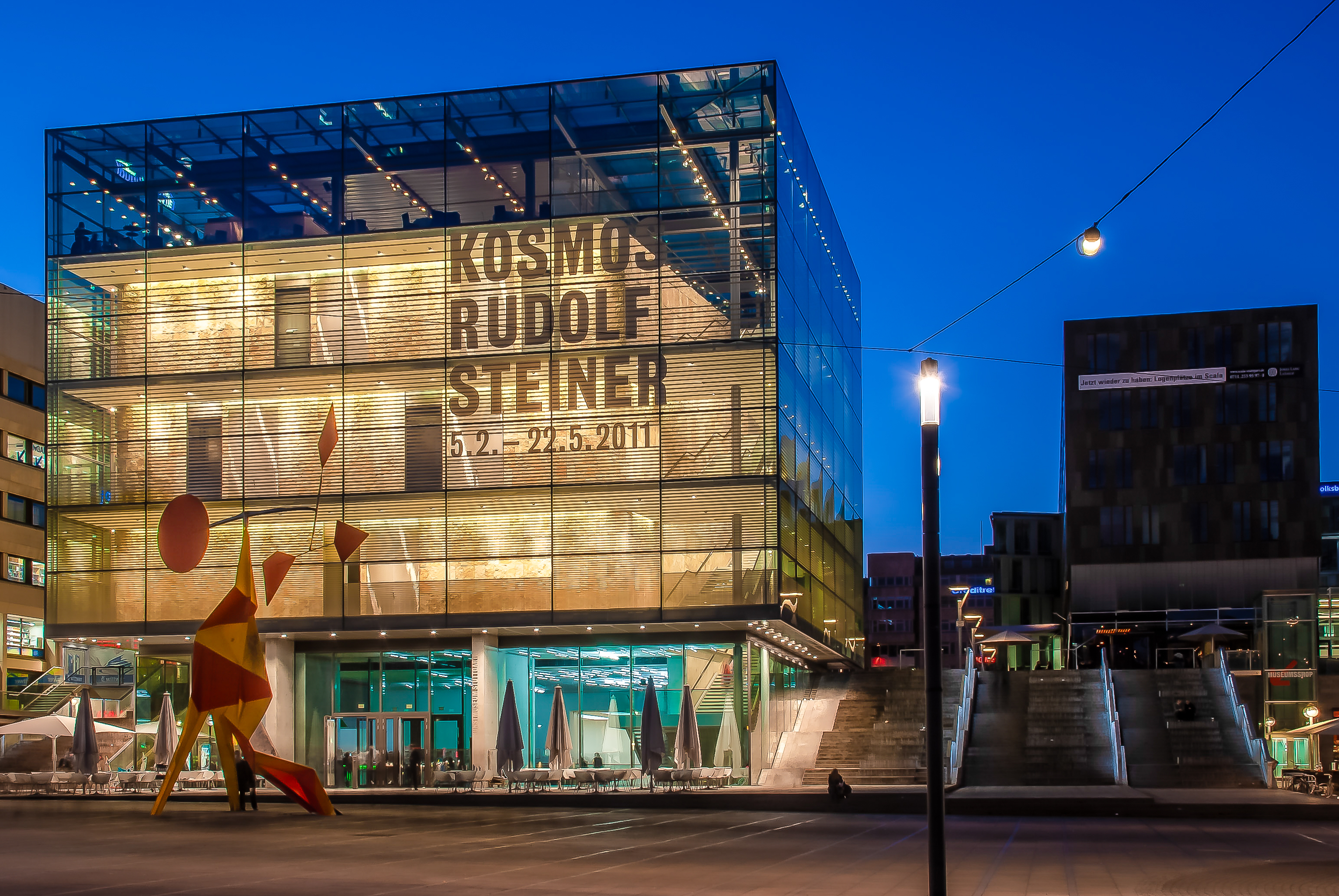
斯图加特艺术博物馆，左前为亚历山大·卡尔德的雕塑

斯图加特艺术博物馆的藏品来自于前斯图加特市美术馆（Galerie der Stadt Stuttgart），最初系1924年马尔凯塞·西尔维奥·德拉·瓦莱·迪·卡萨诺瓦的礼物。其中重要的藏品包括奥托迪克斯以及威利·鲍迈斯特、Adolf Hölzel、迪特尔·罗斯等人的作品。 